# SN 2005ec
SN 2005ec – supernowa typu Ia odkryta 16 września 2005 roku w galaktyce NGC 1690. W momencie odkrycia miała maksymalną jasność 16,80m.